# Alexandre Ordioni
Alexandre Ordioni, né le 30 décembre 1758 à Soveria (République corse), mort le 10 avril 1822 à Milan (Italie), est un général français de la Révolution et de l’Empire.

## États de service
Issu d'une famille originaire de Calacuccia, il fait ses études à Corte, où on le destine à l'état ecclésiastique. Il entre en service le 28 octobre 1776, comme volontaire dans le régiment Royal-Corse, il passe caporal le 3 mars 1782, et sergent le 22 octobre 1786. Il est versé au bataillon des chasseurs royaux corses le 17 mars 1788. Il sert en Italie, puis à l'armée des Alpes de 1792 à 1799. Il participe aux différentes opérations menées pendant cette période par les généraux Montesquiou-Fézensac en Savoie, Brunet et Masséna dans le Haut-Var. Fait prisonnier en 1794, à Gileste, il est libéré six mois plus tard. 
Il est nommé sous-lieutenant le 28 octobre 1794, lieutenant en second à la 3e brigade d’infanterie légère le 1er novembre 1796, lieutenant en premier le 22 septembre 1797, et le 28 octobre, il est affecté à la 11e demi-brigade d’infanterie légère comme capitaine, puis comme chef de bataillon le 19 février 1798. Il reçoit son brevet de chef de brigade provisoire le 22 septembre 1798, à la 1re légion romaine, et il est confirmé dans son grade le 20 février 1801. Il participe à l'occupation des États pontificaux en 1798, sous l'autorité de Championnet. Après la bataille de Marengo, il passe au service de la République Cisalpine et prend le commandement du bataillon de sapeurs du génie.
Le 8 novembre 1806, il est muté au 8e régiment d'infanterie de ligne italien et le 8 novembre 1807, il est fait chevalier de l’ordre de la Couronne de fer. Le 2 juin 1808, il passe major au 7e régiment d’infanterie de ligne italien, et le 28 mai 1810, il est nommé colonel au 6e régiment d’infanterie de ligne Italien. Il participe à la campagne d’Espagne de 1810 à 1812, et il est fait chevalier de la Légion d’honneur le 6 août 1811. Il est licencié du service italien le 31 mars 1814. 
Pendant la première restauration, il suit l'Empereur à l'île d'Elbe, et celui-ci le nomme commandant de la place de Marciana.
Lors des Cent-Jours, il est attaché à l’état-major du général Reille, et il est créé baron de l’Empire par un décret du 11 juin 1815, mais ce décret n'est pas suivi de lettre patente, rendant la procédure inachevée. Le 16 juin 1815, il assiste à la bataille des Quatre Bras et il est promu général de brigade le jour même. Le 18 juin, il se trouve à la bataille de Waterloo, et il est mis en non activité le 31 août 1815. Il est admis à la retraite le 4 mars 1819, avec le grade de colonel. 
Il meurt le 10 avril 1822 à Milan.

## Dotation
- Le 17 mars 1808, donataire d’une rente de 2 000 francs sur le Mont-de-Milan.

## Sources
- (en) « Generals Who Served in the French Army during the Period 1789 - 1814: Eberle to Exelmans »
- Thierry Pouliquen, « Les généraux français et étrangers ayant servis [sic] dans la Grande Armée » (consulté le 16 août 2014)
- « La noblesse d’Empire » (consulté le 16 août 2014)
- « Cote LH/2020/47 », base Léonore, ministère français de la Culture
- (pl) « Napoléon.org.pl »
- Alexandre Ordioni  sur roglo.eu
- Vicomte Révérend, Armorial du Premier Empire, tome 3, Honoré Champion, libraire, Paris, 1897, p. 339.